# Crepis pontana
La radicchiella subalpina (nome scientifico Crepis pontana (L.) Dalla Torre, 1882) è una pianta angiosperma dicotiledone della famiglia delle Asteraceae.

## Etimologia
L'etimologia del nome generico (Crepis) non è molto chiara. In latino Crèpìs significa pantofola, sandalo e i frutti, di alcune specie di questo genere, sono strozzati nella parte mediana ricordando così (molto vagamente) questo tipo di calzare. Inoltre lo stesso vocabolo (krepis) nell'antica Grecia indicava il legno di Sandalo e anche una pianta non identificata descritta da Teofrasto. Non è chiaro quindi, perché Sébastien Vaillant (botanico francese, 1669 - 1722) abbia scelto proprio questo nome per indicare il genere della presente specie. L'epiteto specifico (pontana) potrebbe derivare da un errore di stampa: nello "Species Plantarum" in una delle prime edizioni questa pianta era denominata Hieracium montanum.
Il binomio scientifico di questa pianta inizialmente era Hypochoeris pontana (basionimo), proposto dal botanico Carl von Linné (1707 – 1778) biologo e scrittore svedese, considerato il padre della moderna classificazione scientifica degli organismi viventi, nella pubblicazione "Species Plantarum - 2: 810" del 1753, modificato successivamente in quello attualmente accettato proposto dal botanico Karl Wilhelm von Dalla Torre  (1850, Kitzbühel - 1928, Innsbruck) nella pubblicazione "Anleitung zur Beobachtung und zum Bestimmen der Alpenpflanzen - 145 " del 1882.

## Descrizione

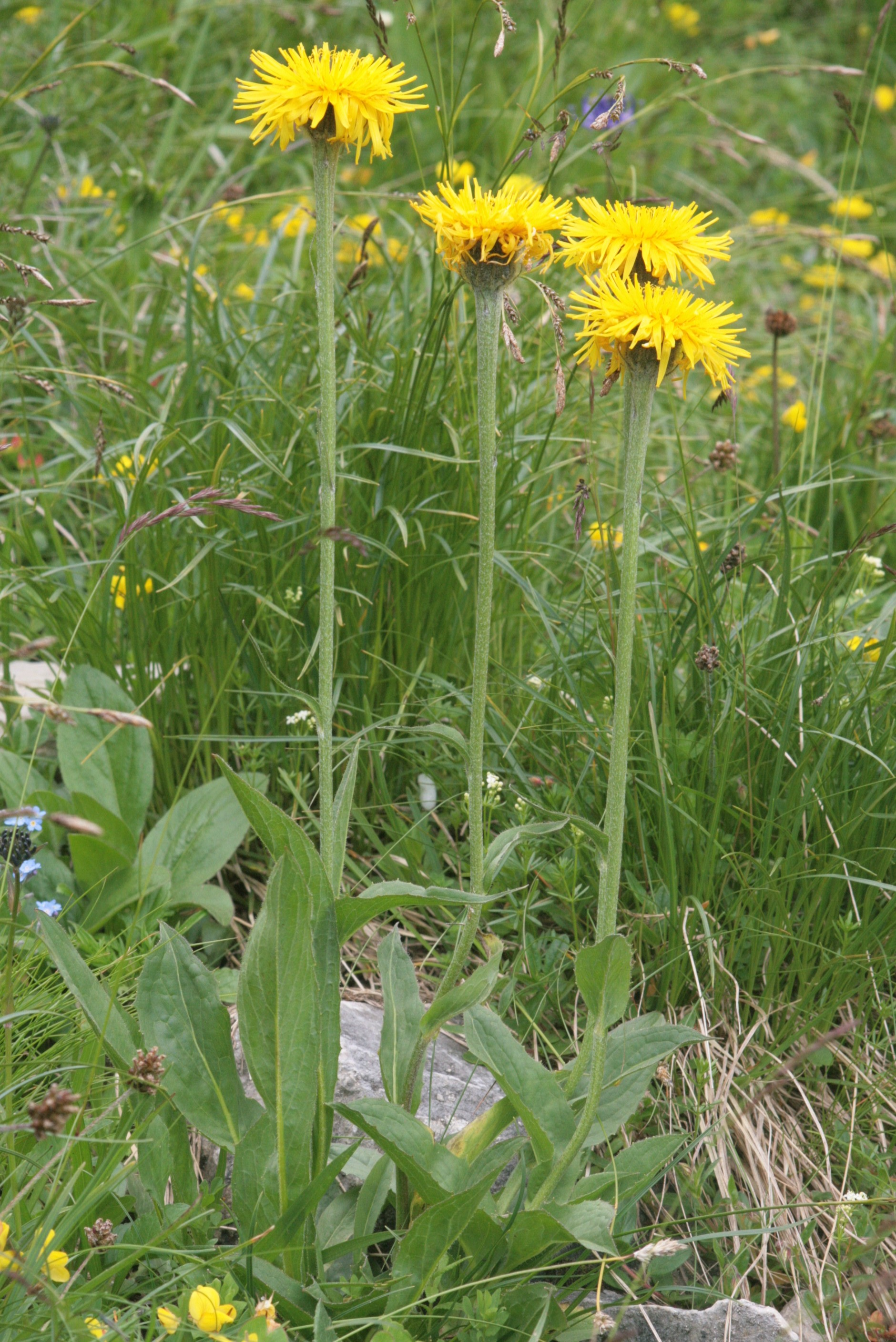
Portamento

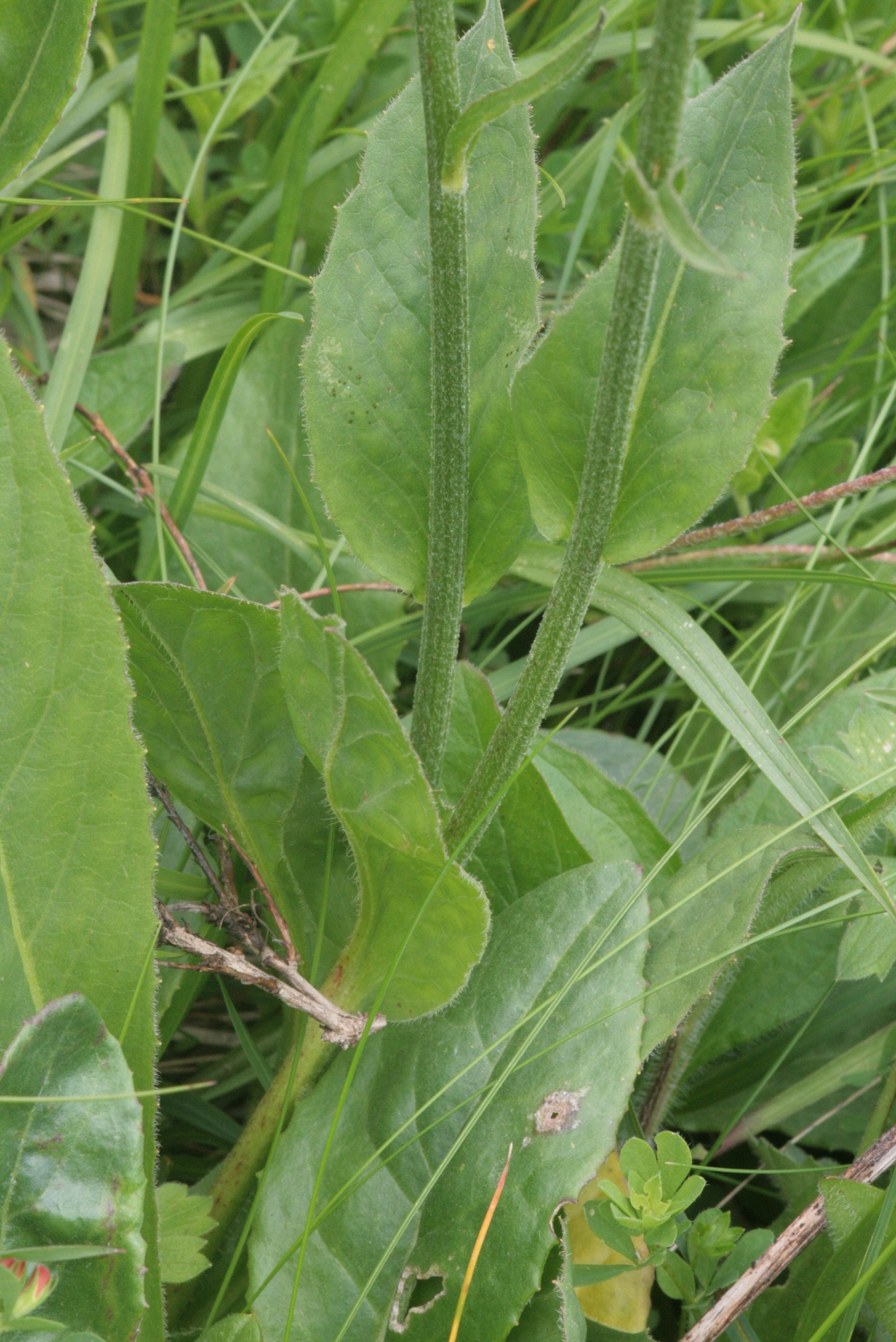
Foglie cauline inferiori

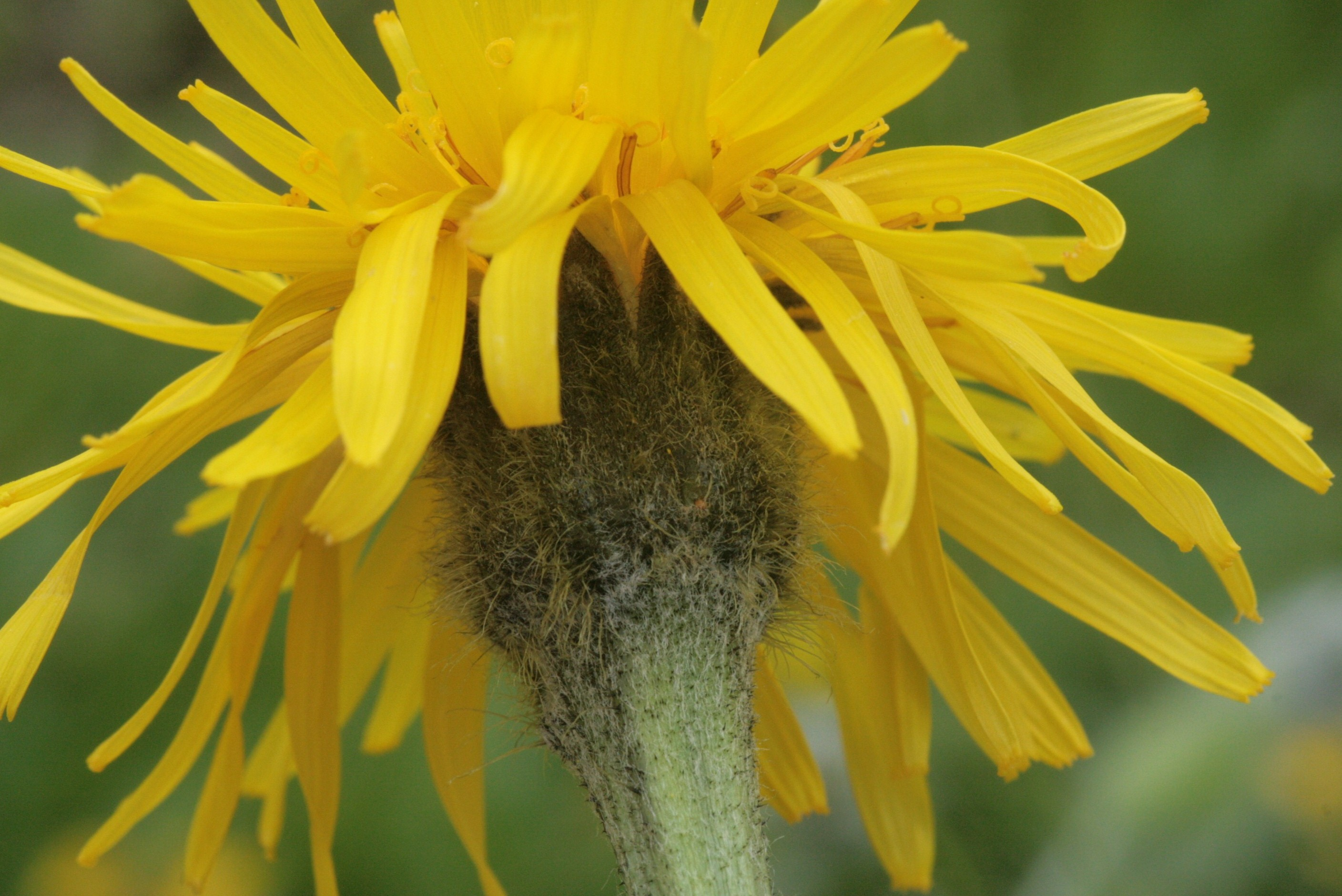
Il capolino con l'involucro

Habitus. La pianta di questa specie è una erbacea perenne. La forma biologica è emicriptofita scaposa (H scap), ossia sono piante erbacee, a ciclo biologico perenne, con gemme svernanti al livello del suolo e protette dalla lettiera o dalla neve e sono dotate di un asse fiorale eretto e spesso privo di foglie.  Gli steli contengono abbondante latice amaro.
Radici. Le radici sono verticali (non rizomatose).
Fusto. La parte aerea del fusto è eretta, robusta, semplice e striata; gli steli fiorali sono sparsamente tomentosi e sotto il capolino sono ingrossati. Diametro del fusto alla base: 1 – 2 cm. Queste piante sono alte da 15 a 40 cm.
Foglie. Le foglie si dividono in basali e cauline.
- Foglie basali: formano una rosetta presente alla fioritura, sono picciolate (anche alate) ed hanno una forma oblanceolato-spatotala (la base è cordata con lobi arrotondati) con bordi percorsi da acuti dentelli distanziati; lungo le venature sono glabre o pubescenti. Dimensione delle foglie basali: larghezza 1,5 – 3 cm; lunghezza 4 – 12 cm.
- Foglie cauline: sono progressivamente minori; sono sessili (o semiamplessicauli) ed hanno una forma ellittica, quelle più vicine all'infiorescenza sono lanceolate oppure ridotte a brattee (scaglie); l'apice è acuminato o mucronato. Le foglie lungo il caule sono disposte in modo alterno.

Infiorescenza. Le infiorescenze sono composte da un unico grande capolino (raramente 2). I capolini sono formati da un involucro a forma emisferica (o campanulata) composto da brattee (o squame) disposte su 2 serie all'interno delle quali un ricettacolo fa da base ai fiori tutti ligulati. Le squame, densamente irsute, hanno un colore verdastro con portamento patente; quelle esterne sono lunghe 2/3 - 3/4 delle interne, sono acuminate o acute; quelle interne sono lineari o strettamente ovate, con punte acuminate e superficie densamente pubescente. Il ricettacolo è piatto e nudo (privo di pagliette); è areolato e brevemente cigliato. Diametro del capolino: 3 – 5 cm. Diametro dell'involucro: 1,5 cm.
Fiori. I fiori tutti ligulati, sono tetra-ciclici (ossia sono presenti 4 verticilli: calice – corolla – androceo – gineceo) e pentameri (ogni verticillo ha in genere 5 elementi). I fiori sono ermafroditi, fertili e zigomorfi.
- Formula fiorale:

*/x K {\displaystyle \infty }, [C (5), A (5)], G 2 (infero), achenio
- Calice: i sepali del calice sono ridotti ad una coroncina di squame.
- Corolla: le corolle sono formate da una ligula terminante con 5 denti (è la parte finale dei cinque petali saldati fra di loro). La corolla è colorata di giallo. Lunghezza della corolla: circa 25 mm; larghezza della ligula: 2,5 mm; lunghezza del solo tubo: 8 mm.
- Androceo: gli stami sono 5 con filamenti liberi e distinti, mentre le antere sono saldate in un manicotto (o tubo) circondante lo stilo.[17] Le antere (lunghe 5,8 mm) alla base sono acute e le appendici apicali sono troncate (lunghe 0,8 mm). Il polline è tricolporato.[18]
- Gineceo: lo stilo è filiforme. Gli stigmi dello stilo sono due divergenti e ricurvi con la superficie stigmatica posizionata internamente (vicino alla base); gli stigmi sono lunghi 3 mm e sono gialli.[19] L'ovario è infero uniloculare formato da 2 carpelli.
- Fioritura: da giugno a agosto.

Frutti. I frutti sono degli acheni con pappo. Gli acheni, più o meno uniformi, sono lunghi 10 – 12 mm (larghi 1,5 – 2 mm) ed hanno 16 - 18 coste longitudinali; all'apice sono più o meno assottigliati (hanno un becco ben distinto); la superficie è liscia e più o meno angolosa; il colore è bruno-arancio. Il pappo è bianco (o marroncino) e soffice (setole flessibili ma tenaci) ed è lungo 9 mm.

## Biologia
- Impollinazione: l'impollinazione avviene tramite insetti (impollinazione entomogama tramite farfalle diurne e notturne).
- Riproduzione: la fecondazione avviene fondamentalmente tramite l'impollinazione dei fiori (vedi sopra).
- Dispersione: i semi (gli acheni) cadendo a terra sono successivamente dispersi soprattutto da insetti tipo formiche (disseminazione mirmecoria). In questo tipo di piante avviene anche un altro tipo di dispersione: zoocoria. Infatti gli uncini delle brattee dell'involucro si agganciano ai peli degli animali di passaggio disperdendo così anche su lunghe distanze i semi della pianta.

## Distribuzione e habitat

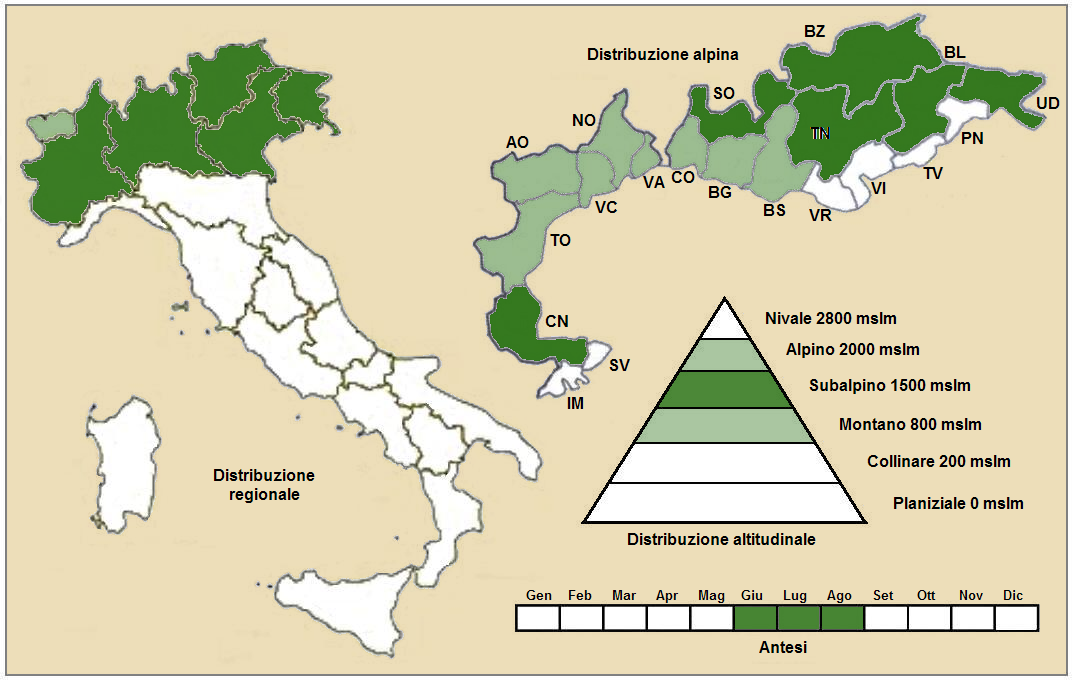
Distribuzione della pianta
(Distribuzione regionale – Distribuzione alpina)

- Geoelemento: il tipo corologico (area di origine) è Alpico - Dinarico o anche Orofita - Sud Europeo.
- Distribuzione: in Italia è una pianta rara e si trova solamente nell'arco alpino. Fuori dall'Italia, sempre nelle Alpi, è presente ovunque; sugli altri rilievi europei collegati alle Alpi si trova nel Massiccio del Giura e nelle Alpi Dinariche.[21] Si trova anche in Europa centrale e nella Penisola Balcanica.[2]
- Habitat: l'habitat tipico di questa specie sono i pascoli subalpini, le brughiere e i cespuglieti; ma anche i megaforbieti e i popolamenti a felci.  Il substrato preferito è calcareo ma anche calcareo/siliceo con pH basico, medi valori nutrizionali del terreno che deve essere mediamente umido.[21]
- Distribuzione altitudinale: sui rilievi queste piante si possono trovare da 1.200 fino a 2.500 m s.l.m.; frequentano quindi i seguenti piani vegetazionali: in parte quello montano, quello subalpino e in parte quello alpino.

### Fitosociologia

#### Areale alpino
Dal punto di vista fitosociologico alpino questa sottospecie appartiene alla seguente comunità vegetale:
Formazione : Comunità delle praterie rase dei piani subalpino e alpino con dominanza di emicriptofite
Classe : Elyno – Seslerietea variae
Ordine : Seslerietea variae
Alleanza : Caricion ferrugineae

#### Areale italiano
Per l'areale completo italiano Crepis pontana appartiene alla seguente comunità vegetale:
Macrotipologia: vegetazione sopraforestale criofila e dei suoli crioturbati
Classe: Festuco-Seslerietea Barbéro-Bonin, 1969
Ordine: Seslerietalia caeruleae Br.-Bl. in Br.-Bl. & Jenny, 1926
Alleanza: Caricion ferrugineae G. Braun-Blanquet & J. Br.-Bl., 1931
Descrizione. L'alleanza Caricion ferrugineae è relativa alle praterie, molto dense e ricche floristicamente, più o meno mesofile degli ambienti montani. I suoli, profondi, freschi ed umidi, variano da debolmente basici a moderatamente acidi. Questa cenosi è localizzate sul Jura e sulle Alpi.
Specie presenti nell'associazione: Carex ferruginea, Carex sempervirens, Sesleria caerulea, Festuca melanopsis, Festuca norica, Anemone narcissiflora, Trifolium thalii, Alchemilla pallens, Anemone baldensis, Astragalus frigidus, Astrantia bavarica, Campanula thyrsoides, Crepis mollis, Crepis pontana, Erigeron atticus, Festuca pulchella, Lathyrus laevigatus, Luzula glabrata, Pedicularis foliosa, Phleum hirsutum, Plantago atrata, Senecio doronicum, Trifolium badium, Trifolium pratense e Trollius europaeus.

## Tassonomia
La famiglia di appartenenza di questa voce (Asteraceae o Compositae, nomen conservandum) probabilmente originaria del Sud America, è la più numerosa del mondo vegetale, comprende oltre 23.000 specie distribuite su 1.535 generi, oppure 22.750 specie e 1.530 generi secondo altre fonti (una delle checklist più aggiornata elenca fino a 1.679 generi). La famiglia attualmente (2021) è divisa in 16 sottofamiglie.
C. pontana appartiene a un genere (Crepis) abbastanza numeroso comprendente dalle 200 alle 300 specie (secondo le varie classificazioni), diffuse soprattutto nell'emisfero boreale (Vecchio Mondo), delle quali quasi una cinquantina sono proprie della flora italiana.
Il basionimo per questa specie è: Hypochoeris pontana L., 1753.

### Filogenesi
Il genere di questa voce appartiene alla sottotribù Crepidinae della tribù Cichorieae (unica tribù della sottofamiglia Cichorioideae). In base ai dati filogenetici la sottofamiglia Cichorioideae è il terz'ultimo gruppo che si è separato dal nucleo delle Asteraceae (gli ultimi due sono Corymbioideae e Asteroideae). La sottotribù Crepidinae fa parte del "quarto" clade della tribù; in questo clade è in posizione "centrale" vicina alle sottotribù Chondrillinae e Hypochaeridinae.
La sottotribù è divisa in due gruppi principali uno a predominanza asiatica e l'altro di origine mediterranea/euroasiatica. Da un punto di vista filogenetico, all'interno della sottotribù, sono stati individuati 5 subcladi. Il genere di questa voce appartiene al subclade denominato "Crepis-Lapsana-Rhagadiolus clade", composto dai generi Crepis L., 1753, Lapsana L., 1753 e Rhagadiolus Juss., 1789. Dalle analisi Crepis risulta parafiletico (per cui la sua circoscrizione è provvisoria).
Nella "Flora d'Italia" le specie italiane di Crepis sono suddivise in 4 gruppi e 12 sezioni in base alla morfologia degli acheni, dell'involucro e altri caratteri (questa suddivisione fatta per scopi pratici non ha valore tassonomico). La specie di questa voce appartiene al Gruppo 2 (gli acheni sono uniformi con un becco più o meno visibile o con un apice bruscamente ristretto) e alla Sezione H (gli involucri dei capolini sono lunghi 10 - 20 mm; gli acheni hanno 14 - 20 coste).
I caratteri distintivi per la specie di questa voce sono:
- le foglie cauline sono amplessicauli;
- gli acheni sono uniformi con un becco ben visibile;
- gli involucri dei capolini sono lunghi 10 - 20 mm e sono ghiandolosi;
- gli acheni sono lunghi 10 - 12 mm;
- gli acheni hanno 16 - 18 coste.

Il numero cromosomico di C. pontana è: 2n = 10.

### Specie simili
Allo stesso gruppo e sezione appartengono le seguenti specie:
- Crepis lacera Ten. - Radichiella laziale: l'infiorescenza è del tipo racemoso; le squame dell'involucro sono appena pelose e quelle esterne sono lunghe meno della metà di quelle interne; i fiori ligulati sono lunghi 12 – 18 mm e sono gialli; gli acheni, bruno-rossastri, sono lunghi 4 – 9 mm.
- Crepis conyzifolia (Gouan) D.Torre - Radichiella maggiore: le squame dell'involucro sono provviste di peli irsuti; i fiori ligulati sono lunghi 18 – 21 mm; le foglie cauline sono amplessicauli.
- Crepis pontana (L.) D. Torre - Radichiella subalpina: la base delle foglie cauline è cuoriforme con lobi arrotondati; i fiori ligulati periferici sono lunghi 25 mm; il frutto achenio è lungo 10–12 mm; le foglie cauline sono amplessicauli.
- Crepis albida Vill. - Radichiella iberica: le foglie cauline sono sessili (non amplessicauli); gli acheni sono lunghi 9 – 18 mm.
- Crepis chondrilloides Jacq. - Radichiella del Carso: le foglie sono pennatifide con numerosi segmenti laterali larghi 1 – 2 mm.

Al di fuori del genere Crepis pontana può essere confusa con la specie Hypochoeris uniflora Vil. (Costolina alpina). Entrambe vivono negli stessi habitat, ma la costolina alpina è molto più comune. Si distingue in quanto le setole del pappo sono piumose (e non peli flessibili ma tenaci).

### Sinonimi
Sono elencati alcuni sinonimi per questa entità:
- Andryala pontana (L.) Vill.
- Crepis bocconei  P.D.Sell
- Hieracium hypochoerioides  Ambrosi
- Hieracium incrassatum  Vuk.
- Hieracium montanum  Jacq.
- Hieracium pontanum  (L.) J.F.Gmel.
- Hypochaeris pontana  L.
- Omalocline montana  Sch.Bip.
- Soyeria montana  Monnier

## Altre notizie
La crepide di Boccone in altre lingue è chiamata nei seguenti modi:
- (DE)  Berg-Pippau
- (FR)  Crépide de Boccone